# Santiago Astata
Santiago Astata es una localidad del estado mexicano de Oaxaca. Es cabecera del municipio de Santiago Astata.

## Demografía
| Censo | Población |
| ----- | --------- |
| 1900  | 504       |
| 1910  | 657       |
| 1921  | 632       |
| 1930  | 731       |
| 1940  | 936       |
| 1950  | 1022      |
| 1960  | 1642      |
| 1970  | 1680      |
| 1980  | 1863      |
| 1990  | 1988      |
| 1995  | 2160      |
| 2000  | 2070      |
| 2005  | 2203      |
| 2010  | 2207      |
| 2020  | 2222      |